# جیمز کیم جی-سوک
جیمز کیم جی-سوک (کره‌ای: 김지석; انگلیسی: James Kim Ji-seok، زادهٔ ۲۷ ژوئیه ۱۹۴۰) اسقف اسقف‌نشین کلیسای کاتولیک رومی ونجو است.